# 条形黑粉菌
条形黑粉菌（学名：Ustilago strliformis）是属于黑粉菌目黑粉菌科黑粉菌属的一种真菌，寄生在禾本科植物上。该种分布于中国、日本、印度、哈萨克斯坦、乌兹别克斯坦、土库曼斯坦、格鲁吉亚、阿塞拜疆、亚美尼亚、伊朗、冰岛、瑞典、芬兰、爱沙尼亚、拉脱维亚、立陶宛、俄罗斯、白俄罗斯、乌克兰、摩尔多瓦、波兰、匈牙利、德国、瑞士、荷兰、比利时、英国、西班牙、意大利、罗马尼亚、澳大利亚、新西兰、加拿大、美国、哥伦比亚、阿根廷、乌拉圭等地。